# Mark Pellegrino
Mark Ross Pellegrino (Los Ángeles, California, 9 de abril de 1965) es un actor estadounidense de cine y televisión. Es principalmente conocido por sus papeles como Paul Bennett en Dexter, Jacob en Perdidos, Lucifer en Sobrenatural y Bishop en Casi Humanos.

## Biografía
Pellegrino nació en Los Ángeles, California. Se define  a sí mismo como objetivista, afirmando que ve un lugar para el gobierno en la sociedad. Está casado con Tracy Aziz, y es el padrastro de su hija Tess.

## Carrera
Pellegrino interpretó al exmarido de Rita Paul en la serie estadounidense Dexter; y más tarde hizo el papel de Lucifer en Sobrenatural; y como el misterioso Jacob casi inmortal en Perdidos de la ABC. Ha aparecido también en series de televisión como Doctor en Alaska, Sin rastro, Expediente X, Castle, CSI: Las Vegas y El Coche Fantástico (2008). También es conocido como el "gamberro rubio" que mete la cabeza de The Dude dentro del inodoro y rompe los azulejos del piso de su baño, en la película de culto El gran Lebowski. También tiene su aparición en la película protagonizada por Nicolas Cage National Treasure, como el agente Johnson del FBI.
En marzo de 2009, Pellegrino obtuvo un papel en la serie de la ABC Perdidos, apareciendo en el episodio final de la temporada 5, en el papel del misterioso Jacob. Aunque la prensa se refiere a su personaje simplemente como "El hombre Nº 1", el episodio revela al final el nombre de su personaje, Jacob, un misterioso personaje fundamental para la trama de la serie. El 26 de junio de 2009 también se anunció la aparición del actor en la temporada 5 de la serie Sobrenatural, como Lucifer.
Además, retrató al vampiro Bishop en la serie de comedia-terror de SyFy Casi Humanos, durante la temporada 1. Aunque también tiene apariciones en las temporadas 2 y 3 a través de pequeños flashbacks y alucinaciones.
Actuó como Jedikiah Price en la serie de The CW The Tomorrow People. Actualmente tiene un papel recurrente en la serie de la ABC Quantico, como "Clayton Haas".

## Filmografía

### Películas
| Año  | Título                           | Personaje               | Notas              |
| ---- | -------------------------------- | ----------------------- | ------------------ |
| 1987 | Fatal Beauty                     | Frankenstein            |                    |
| 1987 | Death Wish 4                     | Punk                    |                    |
| 1988 | What Price Victory               | Desconocido             |                    |
| 1989 | No Holds Barred                  | Randy                   |                    |
| 1989 | Night Life                       | Allen Patumbo           |                    |
| 1991 | Prayer of the Rollerboys         | Bango                   |                    |
| 1991 | Blood and Concrete               | Bart                    |                    |
| 1992 | Lethal Weapon 3                  | Billy Phelps            |                    |
| 1992 | Mission of Justice               | The Gauntlet            |                    |
| 1993 | Trouble Bound                    | Deputy Roy              |                    |
| 1993 | Midnight Witness                 | Patterson               |                    |
| 1993 | Class of '61                     | Skinner                 |                    |
| 1993 | Bank Robber                      | Policía motorizado      |                    |
| 1994 | Knight Rider 2010                | Robert Lee              |                    |
| 1994 | F.T.W.                           | Deputy Sommers          |                    |
| 1996 | For Life or Death                | Desconocido             |                    |
| 1996 | Dick Richards                    | The Boytoy              | Cortometraje       |
| 1996 | Little Surprises                 | Jack                    | TV Cortometraje    |
| 1996 | The Cherokee Kid                 | Frank Bonner            |                    |
| 1997 | Born Into Exile                  | Walter, Owner of Eatery |                    |
| 1997 | The Lost World: Jurassic Park    | Turista # 6             | No acreditado      |
| 1997 | Movies Kill                      | Desconocido             |                    |
| 1997 | The Temple of Phenomenal Things  | Dodd                    |                    |
| 1997 | Soul of the Avenger              | Desconocido             |                    |
| 1997 | Macon County Jail                | Dan Oldum               |                    |
| 1998 | The Big Lebowski                 | Blond Treehorn Thug     |                    |
| 1998 | A Murder of Crows                | Prof. Arthur Corvus     |                    |
| 1999 | Clubland                         | Lipton T                |                    |
| 1999 | Word of Mouth                    | Darrow                  |                    |
| 1999 | Honest Injun                     | Desconocido             |                    |
| 2000 | Drowning Mona                    | Murph Calzone           |                    |
| 2000 | Lost in the Pershing Point Hotel | Tripper                 |                    |
| 2000 | Certain Guys                     | Cal                     |                    |
| 2000 | Something Else                   | Julian                  | Vídeo              |
| 2001 | Ellie Parker                     | Justin                  | Cortometraje       |
| 2001 | Say It Isn't So                  | Jimmy Mitchelson        |                    |
| 2001 | Mulholland Drive                 | Joe                     |                    |
| 2001 | Fault Lines                      | Desconocido             |                    |
| 2001 | Monsters                         | Sally Spinelli          |                    |
| 2002 | Ronnie                           | Keith Schwann           |                    |
| 2002 | Astronauts                       | Hollywood               |                    |
| 2002 | Mother Ghost                     | Camarero                |                    |
| 2002 | Treading Water                   | El actor                |                    |
| 2003 | The Hunted                       | Dale Hewitt             |                    |
| 2003 | Moving Alan                      | Alan Kennard            |                    |
| 2003 | Zelda                            | Reginald                | Cortometraje       |
| 2004 | Spartan                          | Convicto                |                    |
| 2004 | Twisted                          | Jimmy Schmidt           |                    |
| 2004 | National Treasure                | Agente Johnson          |                    |
| 2004 | NYPD 2069                        | Phil Pavelka            |                    |
| 2005 | Ellie Parker                     | Justin                  |                    |
| 2005 | Truman Capote                    | Dick Hickock            |                    |
| 2006 | Caffeine                         | Tom                     |                    |
| 2007 | El número 23                     | Kyle Flinch             |                    |
| 2007 | Suspect                          | Jack Lambroso           |                    |
| 2008 | The Last Days of Limbo           | Cardinal Reynolds       | Cortometraje       |
| 2008 | An American Affair               | Graham Caswell          |                    |
| 2008 | The Coverup                      | Ron Pebble              |                    |
| 2009 | 2:13                             | John Tyler              |                    |
| 2009 | Disappearing in America          | Guardaespaldas          |                    |
| 2011 | Locke & Key                      | Rendell Locke           |                    |
| 2011 | Joint Body                       | Nick Burke              |                    |
| 2011 | Last Words                       | Colonel Carter          | Vídeo cortometraje |
| 2011 | Bad Meat                         | Doug Kendrew            |                    |
| 2011 | Post                             | Mark                    |                    |
| 2012 | Hemingway & Gellhorn             | Max Eastman             |                    |
| 2013 | Game Changer                     | Bruce                   | Cortometraje       |
| 2013 | Bad Turn Worse                   | Giff                    |                    |
| 2013 | The Trials of Cate McCall        | Detective Welch         |                    |
| 2016 | Strangers in a Strange Land      | Grungy Man              |                    |
| 2024 | Beverly Hills Cop: Axel F        | TBA                     |                    |

### Series de TV
| Año         | Título               | Personaje                                     | Notas                                                |
| ----------- | -------------------- | --------------------------------------------- | ---------------------------------------------------- |
| 1987        | L.A. Law             | Punk                                          | Episodio: "The Wizard of Odds"                       |
| 1989        | Doogie Howser, M.D.  | Dude                                          | Episodio: "She Ain't Heavy, She's My Cousin"         |
| 1990        | Hunter               | John Reynolds                                 | Episodio: "Brotherly Love"                           |
| 1990        | Tales from the Crypt | Punk                                          | Episodio: "The Switch"                               |
| 1991        | Inside Out           | Jack                                          | Video- Segment "Doubletalk"                          |
| 1992        | Northern Exposure    | Rolf Hauser                                   | Episodio: "Nothing's Perfect"                        |
| 1992        | The Hat Squad        | D.W. Strong                                   | Episodio: "Family Business"                          |
| 1993        | The Commish          | Joe Lund                                      | Episodio: "The Ides of March"                        |
| 1994        | Viper                | Yuri                                          | Episodio: "Pilot"                                    |
| 1995        | Renegado             | Cletus Freed                                  | Episodio: "Living Legend"                            |
| 1995        | Deadly Games         | Ross Logan                                    | Episodio: "Car Mechanic"                             |
| 1996        | ER                   | Nathan Conley                                 | Episodio: "The Right Thing"                          |
| 1996        | Nash Bridges         | Ferguson                                      | Episodio: "Genesis"                                  |
| 1996        | The Sentinel         | Ray Weston                                    | Episodio: "Out of the Past"                          |
| 1998        | Brimstone            | Robert Busch                                  | Episodio: "Ashes"                                    |
| 1999        | The X Files          | Derwood Spinks                                | Episodio: "Hungry"                                   |
| 2001        | The Beast            | Bobby James / Robert Tibideau                 | 3 Episodios                                          |
| 2001        | Thieves              | Bill                                          | Episodio: "The General"                              |
| 2002 - 1997 | NYPD Blue            | Steve Dansick / Stanley Struel / Fran Watkins | 4 episodios                                          |
| 2002        | Crossing Jordan      | Keith Walker                                  | Episodio: "Lost and Found"                           |
| 2003        | The Practice         | Herrick Smoltz                                | Episodio: "Character Evidence"                       |
| 2003        | CSI: Miami           | Jed Gold                                      | Episodio: "Hurricane Anthony"                        |
| 2005        | C.S.I.               | Elliot Perolta                                | Episodio: "Gum Drops"                                |
| 2006        | The Unit             | Gary Soto                                     | Episodio: "Exposure"                                 |
| 2006        | Without a Trace      | Sadik Marku                                   | Episodios: "The Damage Done" & "Requiem"             |
| 2006 - 2007 | Dexter               | Paul Bennett                                  | 8 episodios                                          |
| 2007        | Burn Notice          | Quentin King                                  | Episodio: "Identity"                                 |
| 2007        | Grey's Anatomy       | Chris                                         | Episodio: "A Change Is Gonna Come"                   |
| 2007        | Women's Murder Club  | Sam Johannes                                  | Episodio: "Maybe Baby"                               |
| 2007        | Katrinaville         | Quentin                                       | Episodio: "AKA"                                      |
| 2008        | Knight Rider         | Walt Cooperton                                | Episodio: "Knight of the Hunter"                     |
| 2008        | Numb3rs              | Tim Hamer                                     | Episodio: "Thirty-Six Hours"                         |
| 2008        | Prison Break         | Patrick Vikan                                 | Episodios: "Just Business" & "Deal or No Deal"       |
| 2008        | Criminal Minds       | Lt. Evans                                     | Episodio: "Brothers in Arms"                         |
| 2008        | Chuck                | Fulcrum Agent                                 | Episodios: "Chuck Versus the Fat Lady"               |
| 2009        | Fear Itself          | Mr. Drake                                     | Episodio: "The Spirit Box"                           |
| 2009        | Ghost Whisperer      | Ben Tillman                                   | Episodio: "Leap of Faith"                            |
| 2009        | C.S.I.               | Bruno Curtis                                  | Episodio: "All In"                                   |
| 2009        | The Philanthropist   | Walter Kerabatsos                             | Episodio: "San Diego"                                |
| 2009        | The Mentalist        | Von McBride                                   | Episodio: "Red Menace"                               |
| 2009—2010   | Lost                 | Jacob                                         | 7 Episodios                                          |
| 2009—2020   | Supernatural         | Nick / Lucifer                                | Elenco recurrente, serie de TV The CW (38 episodios) |
| 2011        | CSI: Miami           | Greg Calomar                                  | Episodio: "About Face"                               |
| 2011        | Breakout Kings       | Virgil Downing                                | Episodio: "Paid in Full"                             |
| 2011        | The Closer           | Gavin Q. Baker III                            | 6 episodios                                          |
| 2012        | Chuck                | Hector                                        | Episodios: "Chuck Versus the Goodbye"                |
| 2012        | Castle               | Tom Dempsey / Tom Dempsey III                 | Episodio: "The Blue" & "Butterfly"                   |
| 2012        | Grimm                | Jarold Kempfer                                | Episodio S02E03: "Bad Moon Rising"                   |
| 2012        | Person of Interest   | Daniel Drake                                  | Episodio: "Til Death"                                |
| 2012 - 2013 | Revolution           | Jeremy Baker                                  | 4 episodios                                          |
| 2013 - 2014 | The Tomorrow People  | Dr. Jedikiah Price                            | 22 episodios                                         |
| 2014 - 2011 | Being Human          | Bishop                                        | 15 episodios                                         |
| 2015        | Chicago P.D.         | Jim Anderoff                                  | Episodio: "Disco Bob"                                |
| 2015        | The Returned         | Jack Winship                                  | 10 episodios                                         |
| 2015        | Quantico             | Clayton Haas                                  | 7 episodios                                          |
| 2017—2020   | 13 Reasons Why       | Bill Standall                                 | personaje recurrente, serie de TV Netflix            |
| 2021        | 911                  | Hombre encarcelado                            | 1 episodio                                           |